# Balázs Dzsudzsák
Balázs Dzsudzsák (* 23. prosince 1986, Debrecín, Maďarsko) je maďarský fotbalový záložník a reprezentant, který v současnosti hraje za turecký klub Bursaspor.

## Klubová kariéra

### Debreceni VSC
Fotbalovou profesionální dráhu zahájil Balázs Dzsudzsák v klubu Debreceni VSC v roce 2004. Během svého půsebení zde vyhrál s klubem třikrát nejvyšší maďarskou fotbalovou soutěž a třikrát maďarský Superpohár (2005, 2006, 2007).

### PSV Eindhoven
24. října 2007 odešel do zahraničí do nizozemského klubu PSV Eindhoven, s nímž podepsal pětiletou smlouvu. Debutoval v lize 12. ledna 2008 proti Feyenoordu Rotterdam (výhra 1:0). S PSV vyhrál nejvyšší nizozemskou ligovou soutěž Eredivisie ve své první sezóně 2007/08 a také Johan Cruijff Schaal (nizozemský Superpohár) v roce 2008.

### Anži Machačkala

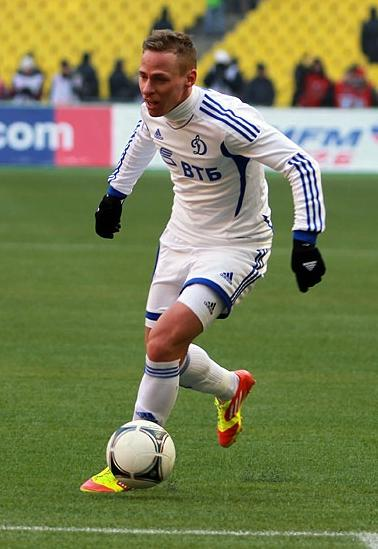
Balázs Dzsudzsák v dresu Dynama Moskva.

12. června 2011 přestoupil do ruského klubu Anži Machačkala, kde podepsal čtyřletý kontrakt. Debutoval 6. srpna 2011 proti celku Tom Tomsk (výhra 2:0). V Machačkale nastoupil v celkem 8 zápasech, aniž by se střelecky prosadil, většinou střídal. 27. srpna utrpěl zlomeninu klíční kosti při střetu s protivníkem v zápase s Rostovem. Toto zranění jej vyřadilo ze hry do konce sezóny.

### Dynamo Moskva
12. ledna 2012 přestoupil za 19 milionů € do ruského klubu Dynamo Moskva, tento přestup z něj udělal nejdražšího maďarského hráče v historii. Debutoval 9. března 2012 proti CSKA Moskva a v 75. minutě založil gólovou akci, která vedla k vyrovnání na konečných 1:1. Svou první branku v dresu moskevského Dynama vstřelil v 75. minutě proti Tereku Groznyj. V následujícím kole 26. srpna 2012 si zaknihoval úspěšný zápas proti Lokomotivu Moskva, když jeden gól vsítil a na další dva přihrál, díky čemuž Dynamo zvítězilo 3:2.

### Bursaspor
V srpnu 2015 přestoupil z Ruska do tureckého klubu Bursaspor.

## Reprezentační kariéra
Balázs Dzsudzsák nastupoval za některé mládežnické výběry Maďarska.

### A-mužstvo
V A-mužstvu debutoval 2. června 2007 v kvalifikačním zápase v Héraklionu proti domácímu týmu Řecka. Nastoupil na hřiště v 79. minutě za stavu 2:0 pro domácí tým, tímto výsledkem střetnutí také skončilo. První gól vstřelil 24. května 2008 opět v zápase proti Řecku, tentokrát se Maďarsku podařilo odčinit na domácí půdě minulou porážku a zvítězilo 3:2. Dzsudzsák se prosadil ve 47. minutě, když vyrovnával na průběžných 1:1.
10. září 2013 se jedním gólem v domácím kvalifikačním utkání proti Estonsku podílel na vysoké výhře 5:1, Maďarsko drželo dva zápasy před koncem kvalifikace druhou příčku základní skupiny D, která dávala velké šance na postup do baráže na Mistrovství světa 2014 v Brazílii, kam se však Maďaři neprobojovali.
S maďarským národním týmem slavil v listopadu 2015 postup z baráže na EURO 2016 ve Francii. Německý trenér maďarského národního týmu Bernd Storck jej zařadil do závěrečné 23členné nominace na EURO 2016 ve Francii. Maďaři se ziskem 5 bodů vyhráli základní skupinu F. V osmifinále proti Belgii se po porážce 0:4 rozloučili s turnajem. Dzsudzsák na šampionátu dvakrát skóroval (proti Portugalsku).